# Werner Beinhauer
Werner Beinhauer (Neustadt an der Weinstraße, 9 de marzo de 1896-Colonia, 1 de enero de 1983) fue un hispanista alemán.

## Biografía
Nació el 9 de marzo de 1896 en Neustadt and der Winstraße (Renania-Palatinado), a los catorce años tuvo el primer contacto con la lengua española. Tres años más tarde, pasó unos días en España. En 1920 comenzó sus estudios de Filología Románica en la Universidad de Bonn. Durante ellos pasó tres años en Madrid, discípulo de Américo Castro. De regreso a Bonn, empezó a trabajar en su tesis doctoral con Leo Spitzer. En 1924, después de una nueva estancia en España, se le confió el lectorado oficial de las lenguas española y portuguesa de la Universidad de Colonia. Del interrogatorio ante la Gestapo el 14 de abril de 1939 —por haberse pronunciado en contra del nacionalsocialismo— le fue prohibido enseñar e incluso entrar en la universidad. En 1945, siendo capitán, cayó prisionero de los rusos. Permaneció casi nueve años en diversos campos de concentración, hasta el uno de octubre de 1954. En 1954 reanuda su labor docente en la Universidad de Colonia que le nombra catedrático.
Se casó en 1926 y tuvo dos hijas. Ya en edad avanzada, la Real Academia Española lo eligió miembro correspondiente. Falleció en Colonia el 1 de enero de 1983. Beinhauer fue autor de obras como El español coloquial (1963), Das Tier in der spanischen Bildsprache (1949), El humorismo en el español hablado (1932), El carácter nacional hispano (1937) o el Diccionario estilístico y fraseológico español-alemán (1978).

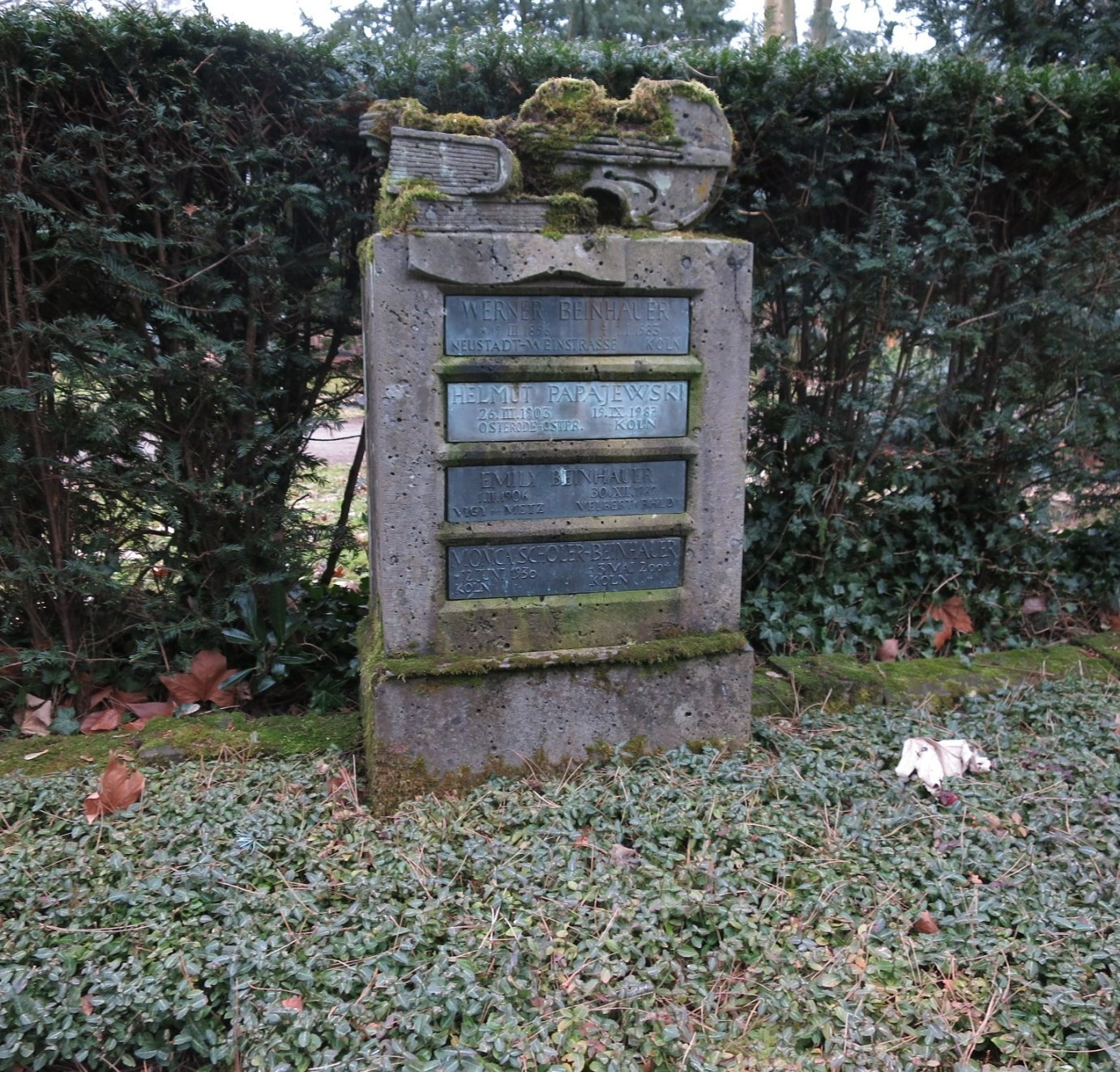
Tumba de Werner Beinhauer